# Регістр Ллойда
Регістр Ллойда судноплавний (англ. Lloyd’s Register of Shipping; нім. Lloyd’s schiffbares Register n) – одна з найбільших міжнародних судноплавних класифікаційних асоціацій, затверджених урядами країн, що займаються пошуком, розвідкою і видобуванням вуглеводнів на морі; відає сертифікацією і класифікацією бурових платформ, трубопроводів та інших морських конструкцій.